# Wolfgang Urban (Konservator)
Wolfgang Urban (* 1948 in Stetten am kalten Markt) ist ein deutscher Professor, Diakon und Diözesankonservator im Ruhestand.

## Leben und Tätigkeit
Nach dem Abitur, das er am Hohenzollern-Gymnasium in Sigmaringen ablegte, studierte Urban an der Universität Tübingen Mathematik und Philosophie.
Wolfgang Urban war von 1976 bis 1986 Mitarbeiter des von der Deutschen Forschungsgemeinschaft geförderten Sonderforschungsbereichs 8 „Spätmittelalter und Reformation“ beteiligt an der kritischen Edition des an der Universität von Paris entstandenen Sentenzenkommentars des Nominalisten und Augustinereremiten Gregor von Rimini. Er besorgte die kritische Edition von Werken des Erfurter Augustinereremiten Johannes von Paltz, so dessen frühneuhochdeutsches Hauptwerk „Die Himmlische Fundgrube“ (erstmals 1490) samt mittelniederdeutschen Fassungen des Textes und ausführlicher Einleitung zur Entstehungs- und Überlieferungsgeschichte, außerdem drei lateinische Predigten dieses älteren Ordensbruders von Martin Luther. In der Rezension zu Adolar Zumkellers Hauptwerk zur Theologie der Erfurter Augustinereremiten konnte er durch den Nachweis wörtlicher Übernahme ganzer Textpassagen Gregors von Rimini in der Gnadenlehre dessen starken Einfluss auf die Erfurter Augustinertheologen nachweisen.
Für das „Historische Wörterbuch der Philosophie“ hat er die Artikel „Qualität II. (Mittelalter)“ und „Quantität II. (Mittelalter)“ verfasst. Der Beitrag über die Seinskategorie Quantität ist nach Inhalt und Umfang ohne vorausgehendes Beispiel.
Bei der Erforschung von Handschriften aus der Bibliothek der ehemaligen Benediktinerabtei Wiblingen in der Bibliothek des Wilhelmsstiftes Tübingen identifizierte er 1987 unter anderem einen von Albert von Sachsen (geboren 1316 in Rickmersdorf als Albrecht Rike; gestorben 1390 in Halberstadt), als Albrecht III. Bischof von Halberstadt, verfassten Kommentar zu den kosmologischen Schriften (De coelo et mundo) des Aristoteles, eine Abschrift des Compendium theologiae veritatis des Hugo Ripelin von Straßburg, eine Anzahl von Werken des im ersten Drittel des 15. Jahrhunderts führenden Theologen Johannes Gerson und den lateinischen Text Liber vitae (Buch des Lebens), in dem sich eine Version der von dem Germanisten Wolfgang Stammler postulierten lateinischen Vorlage für das bislang nur in frühneuhochdeutscher Überlieferung  bekannte Buch des Lebens verbergen mag.
In einer im Kunsthandel angebotenen, dann in Privatbesitz gelangten reich illuminierten, 1508 in Köln entstandenen, mehrfach Kölner Wappen in den Illuminationen aufzeigenden Handschrift der „Himmlischen Fundgrube“ des Johannes von Paltz in ripuarischem (Kölner) Dialekt identifizierte er die 21 ganzseitigen Miniaturen als Schöpfungen des Meisters des Bartholomäusaltars.
Er ist der Entdecker der für die Geschichte der Naturwissenschaften bedeutenden Positionen des Tübinger Spätscholastikers Konrad Summenhart (um 1458–1502) und dessen der aristotelischen Naturphilosophie und ihrem Prinzip des „horror vacui“ konträren Überlegungen zu einer Möglichkeit der Existenz eines Vakuums und des schon 1501 von ihm gefassten Gedankens der Möglichkeit einer Vielzahl von Welten.
Er arbeitete über den Meister von Meßkirch und den Meister der Darmstädter Passion.
Von Wolfgang Urban stammt die bislang umfassendste Darstellung der Ikonographie des Martin von Tours in Kunstwerken vom 6. bis 20. Jahrhundert. Zu seinen ikonografischen Studien zählen u. a. „Theologische Ästhetik und Bildbedeutung in den Fresken des Andreas Meinrad von Au in Wald [Hohenzollern] und in Sigmaringen“, „Die Predigt der Bilder als Kulturgut“ (hier zusammen mit Werken des Mittelalters über den Herrenberger Altar von Jerg Ratgeb und die in der Staatsgalerie Stuttgart aufbewahrte Skulptur Kreuzigung [1962/1963] von Joseph Beuys) und zur Stuppacher Madonna des Matthias Grünewald. Mit den theologischen und frömmigkeitsgeschichtlichen Hintergründen des Crucifixus dolorosus befasst sich sein Aufsatz zum Baindter Pestkreuz und zur Stuppacher Madonna des Matthias Grünewald.
In Verbindung mit Heinz Georg Tiefenbacher und Egon Reiner besorgte er die von Interpretation begleitete Dokumentation „Raum schaffen für Gott“, die Kirchenbau und kirchliche Kunst in der Diözese Rottenburg-Stuttgart von 1971 bis 1991 beschreibt., ebenso mit Paul Kopf „Zeit – Räume“ die spezielle Dokumentation des Kirchenbaus im Katholischen Dekanat Ludwigsburg von 1945–1990.

### Tätigkeit als Diözesankonservator und Museumsleiter
Seit 1991 war er Diözesankonservator der Diözese Rottenburg-Stuttgart, seit 1993 dazu Kustos des Diözesanmuseums der Diözese Rottenburg-Stuttgart in Rottenburg am Neckar. Er vollzog als Leiter des Diözesanmuseums 1992 bis 1996 die Neupräsentation der Bestände der Diözesansammlung für die Neueinrichtung des Museums in der ehemaligen Karmeliterklosterkirche in Rottenburg. Unter seiner Leitung erfuhr die Kunstsammlung der Diözese Rottenburg-Stuttgart eine Erweiterung von mehr als 500 Objekten der Malerei, der Plastik, der Volksfrömmigkeit, darunter solche von Jörg Zürn (einem Mitglied der Bildhauerfamilie Zürn), Christoph Daniel Schenck, Johann Zick, Johann Michael Fischer, Joseph Wannenmacher. Eine zusätzliche qualitative Erhöhung erfuhr der Bereich der Skulpturen der Spätgotik durch die Gewinnung der Sammlung Roland Schweizer, darunter eine Madonna des Straßburger Frari-Meisters von 1478, ein Schmerzensmann von Michel Erhart, Werke von Hans Thoman und des Meisters des Altars von Mauer bei Melk.
Er erweiterte den Bestand der diözesanen Kunstsammlung um das zuvor vernachlässigte 20. Jahrhundert durch Erwerb von Gemälden und Grafiken von Wilhelm Geyer, Otto Dix, HAP Grieshaber, Otto Herbert Hajek, Andy Warhol, Roland Peter Litzenburger, Klaus Herzer, Volker Stelzmann, David Bennett,  Roland Schauls, Tobias Kammerer. Zahlreiche Ausstellungen widmete er mit begleitenden Katalogen Kunst und Künstlern der Gegenwart: Andreas Grunert, Dieter Groß, Otto Herbert Hajek, Jacques Gassmann, Klaus Herzer, Günther Uecker, Hanspeter Münch, Martin Schmid (* 1927, Maler, Sohn von Carlo Schmid), Klaus Gaida, David Bennett, Zbigniew Sałaj, Hermann Weber.
1997 wurde er zum ständigen Diakon der Diözese Rottenburg-Stuttgart geweiht.
Zum 1. April 2013 trat er in den Ruhestand. Der Autor zahlreicher Veröffentlichungen zur Kirchen-, Kultur- und Kunstgeschichte ist auch Lehrbeauftragter am Seminar für Neuere Geschichte der Eberhard-Karls-Universität Tübingen. Am 26. April 2016 wurde Wolfgang Urban vom Land Baden-Württemberg durch Ministerpräsident Winfried Kretschmann mit dem Titel Professor geehrt. Dank seiner Gelehrsamkeit und Redekunst hat sich Urban bei Vorträgen und Führungen eine große Zuhörerschaft erworben.

### Comic-Autor
Wolfgang Urban ist Autor zahlreicher auch ins Französische und Italienische übersetzter Comics, so über den heiligen Martin von Tours, den heiligen Mauritius und seine Gefährten (1993; deutsch und französisch), den heiligen Liborius, Niklaus Wolf von Rippertschwand (1756–1832) (2009; deutsch, französisch, italienisch) sowie zur Geschichte von Baden-Württemberg.

## Würdigung seiner Arbeit durch Festreden bei der Verabschiedung
- Verabschiedung Wolfgang Urban 19. März 2013. Festreden. Süddeutsche Verlagsgesellschaft, Ulm [2013].
- darin folgende Ansprachen zu Ehren von Wolfgang Urban:
  - S. 5–10: Dr. Johannes Kreidler. Weihbischof.
  - S. 11–12: Dr. Uwe Scharfenecker. Domkapitular.
  - S. 13–18: Dr. Michael Kessler. Vorstand des Kunstvereins der Diözese Rottenburg-Stuttgart.
  - S. 19–30: Wolfgang Urban.

## Veröffentlichungen (Auswahl)
- Wolfgang Urban: Einer Kathedrale würdig. Das Meisterwerk des Bingener Altars. Fotos von Reiner Löbe. Kunstverlag Josef Fink, Lindenberg im Allgäu, 2018, ISBN 978-3-95976-111-6.
- Wolfgang Urban: Barockkirche Steinhausen. Bedeutungsfülle von Architektur und Kunst. Kunstverlag Josef Fink, Lindenberg im Allgäu, 2015, ISBN 978-3-89870-906-4.
- Wolfgang Urban: Der Oberndorfer Altar. Ein Meisterwerk der Spätgotik. Mit einem Beitrag von Alexandra Gräfin Schwerin. Fotos von Joachim Feist. Kunstverlag Josef Fink, Lindenberg im Allgäu 2015, ISBN 978-3-89870-891-3.
- Ewald Plohmann (Hrsg.): Ewald Plohmann. Druckgraphik 1971–2014. Mit einem Textbeitrag von Wolfgang Urban. E. Plohmann, Gaildorf 2014.
- Wolfgang Urban: Der heilige Martin. Sadifa Media Verlags-GmbH, Kehl am Rhein 2013, ISBN 978-3-88786-524-5.
- Wolfgang Urban: Pfarrkirche "Maria Krönung" in Stuppach. Die Stuppacher Madonna. Das Meisterwerk kehrt nach Stuppach zurück (= Vernissage, Jg. 20, Nr. 6 = Nr. 196). Vernissage-Verlag, Heidelberg [2012] (= Vernissage Meisterwerke).
- Wolfgang Urban mit Melanie Prange (Bearb.): Diözesanmuseum Rottenburg – Gemälde und Skulpturen 1250–1550. Jan Thorbecke Verlag, Ostfildern 2012, ISBN 978-3-7995-0753-0.
- Harald Kiebler (Hrsg.): Glanz von Glaube und Frömmigkeit. Der Domschatz von Rottenburg. Dargestellt und erschlossen von Wolfgang Urban. Kunstverlag Josef Fink, Lindenberg im Allgäu 2012, ISBN 978-3-89870-707-7.
- Alois Brunner, Genoveva Nitz (Hrsg.): David Bennett [Ill.]: das Angesicht … ; ein jüdischer Blick auf christliche Themen. (anlässlich der Ausstellung "David Bennett – das Angesicht ... ein Jüdischer Blick auf Christliche Themen" im Domschatz- und Diözesanmuseum, 16. September bis 31. Oktober 2011). Mit Beiträgen von Engelbert von der Lippe und Wolfgang Urban. Klinger, Passau 2011, ISBN 978-3-86328-107-6.
- Wolfgang Urban: Meisterwerke der Spätgotik. (= Vernissage, Jg. 18, Nr. 16 = 188). Vernissage-Verlag, Heidelberg 2011, DNB 1010543059.
- Wolfgang Urban: Der Erzengel Michael in Glaube und Geschichte. Sadifa-Media, Kehl am Rhein 2010, ISBN 978-3-88786-419-4.
- Wolfgang Urban: Meisterwerke der Spätgotik. Bildwerk und Bedeutung. Die Sammlung Roland Schweizer des Diözesanmuseums Rottenburg. Süddeutsche Verlag-Gesellschaft im Jan Thorbecke Verlag, Ostfildern 2010, ISBN 978-3-7995-0889-6.
- Katholisches Pfarramt St. Moriz, Rottenburg-Ehingen (Hrsg.), Dieter Manz, Wolfgang Urban: Auf den Spuren des heiligen Mauritius. Aus Anlass des Jubiläumsjahres "800 Jahre St.-Moriz-Kirche" in Rottenburg-Ehingen. 1209–2009. Rottenburg-Ehingen. Katholisches Pfarramt St. Moriz, Rottenburg am Neckar-Ehingen am Neckar 2009.
- Wolfgang Urban: "Kommt, wir ziehen hinauf zum Berg des Herrn!". Architektur und Spiritualität. Mutterhauskirche St. Vinzenz der Barmherzigen Schwestern vom hl. Vinzenz von Paul in Untermarchtal. (Radfahrerkirche – Dank- und Tankstelle am Donauradwanderweg). [Fotos Edgar Briemle.] Kunstverlag Fink, Lindenberg im Allgäu 2009, ISBN 978-3-89870-540-0.
- Rosemarie Vollmer [Ill.]: der andere Ort. Malerei. [Anlässlich der Doppelausstellung Zwie, Rosemarie Vollmer und Karl Vollmer im Kulturverein Zehntscheuer e. V. und im Diözesanmuseum Rottenburg vom 15. Februar – 22. März 2009] / [Textautoren: Wolfgang Urban ...] (= [Thomas] Lindemanns Bibliothek, Band 64). info Verlag, Karlsruhe 2009, ISBN 978-3-88190-534-3.
- [Wolfgang Urban]: Katholische Pfarrkirche St. Michael in Denkingen. Kunstverlag Fink, Lindenberg im Allgäu 2008, ISBN 978-3-89870-530-1.
- [Wolfgang Urban]: Pfarrkirche Salvator, Stuttgart[-Weilimdorf]-Giebel. Kunstverlag Josef Fink, Lindenberg im Allgäu 2008, ISBN 978-3-89870-489-2.
- Wolfgang Urban (Hrsg.): Berta [Maria Innocentia] Hummel [Ill.] – Blumenwelten – Peter Wittmann. [Anlässlich der Ausstellung "Berta Hummel – Blumenwelten – Peter Wittmann" im Diözesanmuseum Rottenburg vom 3. Juni bis 5. August 2007]. Mit einem Beitrag von Genoveva Nitz (= Veröffentlichung des Diözesanmuseums Rottenburg, Nr. 15). Diözesanmuseum, Rottenburg 2007, ISBN 978-3-88294-375-7.
- [Wolfgang Urban]: Pfarrkirche St. Margareta, Laudenbach. [Fotos: Konrad Rainer; Diözesanarchiv Rottenburg.] Kunstverlag Josef Fink, Lindenberg im Allgäu 2007, ISBN 978-3-89870-396-3.
- Wolfgang Urban unter Mitarbeit von Manfred Kluckert (Hrsg.): Zbigniew Sałaj [Ill.] , Weichskulpturen (Arbeiten und Installationen in Papier). Katalog [zur Ausstellung Zbigniew Sałaj Weichskulpturen]. Ausstellung im Diözesanmuseum Rottenburg, 28. Mai 2006 bis 10. September 2006. Mit einem Geleitwort von Johannes Kreidler. Texte von Gerhard Birkhofer, Wolfgang Urban (= Veröffentlichung des Diözesanmuseums Rottenburg, Nr. 14). Diözesanmuseum Rottenburg, Rottenburg 2006, ISBN 3-88294-365-3.
- Wolfgang Urban: Der heilige Martin von Tours. Sadifa-Media, Kehl am Rhein (2004), ISBN 3-88786-205-8.
- Werner Groß/Wolfgang Urban: Suevia sancta. Schwäbische Glaubenszeugen. Schwabenverlag, Ostfildern, 2004, ISBN 3-7966-1110-9.
- Wolfgang Urban: Tangenten. Alte und neue Kunst aus dem Diözesanmuseum Rottenburg. Deutsche Bischofskonferenz, 19. Mai 2004 bis 10. März 2005. [Sekretariat der Deutschen Bischofskonferenz, Kaiser-Friedrich-Straße 9, Bonn. Texte: Wolfgang Urban] (= Kunst im Gästehaus Joachimstraße [15, Bonn]). Schwabenverlag, [Ostfildern] 2004.
- Helen Pavel; Franz-Walter Schmidt (Hrsg.): Byt i bycie. Anlässlich der Ausstellungsreihe "Sein und Dasein" im Rahmen der Kulturbegegnungen zwischen Baden-Württemberg und Polen: "Kulturportrait Baden-Württemberg" in Polen 2002/03; Centralne Muzeum Włókiennictwa [w Łodzi] [Zentrales Textilmuseum], Łódź, 3.X.–27.X.2002; Pałac Sztuki TPSP [Towarzystwa Przyjaciół Sztuk Pięknych w Krakowie, d. i. Kunstpalast der Gesellschaft der Freunde der Schönen Künste in Krakau, Kraków, 31. Okt. – 1. Dez. 2002] = Sein und Dasein / [Pentaton-Kulturnetz e. V. ; Bildungshaus Hägenau. Texte: Wolfgang Urban; Franz-Walter Schmidt. Übersetzung: Sława Lisiecka; Urszula Olszowska.] Hans-Peter Hauf [Ill.] (= Centralne Muzeum Włókiennictwa). Pentaton-Kulturnetz e. V., Stuttgart; Bildungshaus Hägenau, Gaildorf-Hägenau 2002, ISBN 83-912351-6-5.
- Wolfgang Urban (Hrsg.): Gaida malt. Klaus G. Gaida (Ill.). Anlässlich der Centralne Muzeum Włókiennictwa Ausstellungen "Gaida Malt" im Diözesanmuseum Rottenburg vom 7. Mai bis 9. Juni 2002 und "Gaidas Bilder" im Kloster Schöntal vom 7. Juli bis 30. September 2002. (= Veröffentlichung des Diözesanmuseums Rottenburg, Nr. 12). Süddeutsche Verlag-Gesellschaft, Ulm [an der Donau] 2002, ISBN 3-88294-326-2.
- Wolfgang Urban (Hrsg.): Hanspeter Münch [Ill.] – Ikonen der Farbe. [Dieser Katalog erscheint anlässlich der Ausstellung "Hanspeter Münch, Ikonen der Farbe" im Diözesanmuseum Rottenburg vom 15. März bis 28. April 2002.] (= Veröffentlichung des Diözesanmuseums Rottenburg, Nr. 11). Diözesanmuseum, Rottenburg 2002, ISBN 3-88294-324-6.
- Wolfgang Urban (Hrsg.): Martin Schmid [Ill.] – Lebenslandschaften. [Katalog zur Ausstellung Martin Schmid: Lebenslandschaften, vom 17. September bis 26. Oktober 2002 im Diözesanmuseum Rottenburg] (= Veröffentlichung des Diözesanmuseums Rottenburg, Nr. 13). Diözesanmuseum, Rottenburg 2002, ISBN 3-88294-328-9.
- Wolfgang Urban (Bearb.): Günther Uecker [Ill.] – Aschebilder[23] und Grafiken. Ausstellung im Diözesanmuseum Rottenburg 2001. [Katalog zur Ausstellung Günther Uecker: Aschebilder und Grafiken] / Katalog bearbeitet von Wolfgang Urban. Texte von Michael Kessler ...] (= Veröffentlichung des Diözesanmuseums Rottenburg, Nr. 9). Diözesanmuseum, Rottenburg 2001, ISBN 3-88294-315-7.
- Wolfgang Urban: Orte der Stille. Klöster in Baden-Württemberg. Mit Bildern von Hans Siwik. Text von Wolfgang Urban. Verlag Katholisches Bibelwerk, Stuttgart, 1998, ISBN 3-460-33083-X.
- Werner Groß und Wolfgang Urban (Hrsg.): Dieter Groß [Ill.] , Himmelsleitern. Ein Begleitbuch zur Ausstellung im Diözesanmuseum Rottenburg, 19. März bis 4. Mai 1997. [Katalog: Dieter Groß und Wolfgang Urban] (= Veröffentlichungen des Diözesanmuseums Rottenburg, Nr. 2). Schwabenverlag, Ostfildern 1997, ISBN 3-7966-0892-2.
- Zollernalbkreis (Hrsg.): Andreas Zekorn/Andreas Zoller: Expression und Glauben. Der Künstler und Kirchenmaler August Blepp [Ill.] (1885–1949). [Katalog zu den Ausstellungen im Landratsamt Zollernalbkreis ... .] Mit einem Beitrag von Wolfgang Urban. Zollernalbkreis, Balingen 1996, ISBN 3-927249-08-4.
- Heinz Georg Tiefenbacher, Wolfgang Urban, Egon Reiner: Raum schaffen für Gott. Kirchenbau und religiöse Kunst in der Diözese Rottenburg-Stuttgart. [Hrsg. im Auftrag des Bischöflichen Ordinariats der Diözese Rottenburg-Stuttgart.] Süddeutsche Verlag-Gesellschaft, Ulm [an der Donau] 1992, ISBN 3-88294-153-7.
- Wolfgang Urban: Wilhelm von Hirsau. Reformer und Klostergründer (= Aus der Reihe Schwäbische Heilige). Schwabenverlag, Ostfildern 1991, ISBN 3-7966-0692-X.
- [Katholisches Dekanatamt Ludwigsburg (Hrsg.)], Paul Kopf, Wolfgang Urban: Zeit – Räume. Katholischer Kirchenbau und religiöse Kunst im Landkreis Ludwigsburg. 1945–1990. Süddeutsche Verlag-Gesellschaft, Ulm [an der Donau] 1990, ISBN 3-88294-154-5.